# José Manuel Pasquel
José Manuel Pasquel Losada (Lima, 13 de marzo de 1793-Lima, 15 de octubre de 1857), fue un religioso peruano, doctorado en Teología y Cánones en la Universidad de San Marcos. Ejerció el curato en Huacho, Atavillos Bajo y Concepción. Luego pasó a ser canónigo del cabildo metropolitano de Lima, y fue acumulando diversas funciones. Ejerció también como catedrático y rector de su alma mater. Fue obispo titular de Eritras (1848-1855), obispo auxiliar de Lima y, finalmente, el 21.º arzobispo de Lima, aunque su gobierno fue breve, de 1855 a 1857. Bajo su arzobispado, se culminaron las obras del seminario de Lima y se celebró por primera vez en el Perú la festividad de la Inmaculada Concepción (1856).

## Biografía

### Nacimiento y formación
José Manuel Pasquel fue hijo único del matrimonio de Tomás Pasquel y Garcés con Clara Losada y Palencia. Pertenecía a una familia de noble alcurnia. Su padre era capitán graduado de teniente coronel de las milicias disciplinadas y caballero profeso y prior de la Orden de Calatrava. Su madre descendía en línea recta, de Pedro Antonio Fernández de Castro, X conde de Lemos, que fue virrey del Perú, así como sobrino de San Francisco de Borja.
Estudió en el Real Convictorio de San Carlos y en la Universidad Mayor de San Marcos donde se graduó de doctor en Teología y Cánones. Al principio abrazó la carrera militar y llegó a ser subteniente en el Batallón del Número, pero optó finalmente por la vida religiosa e ingresó al Seminario de Santo Toribio en 1816. 

### Sacerdocio

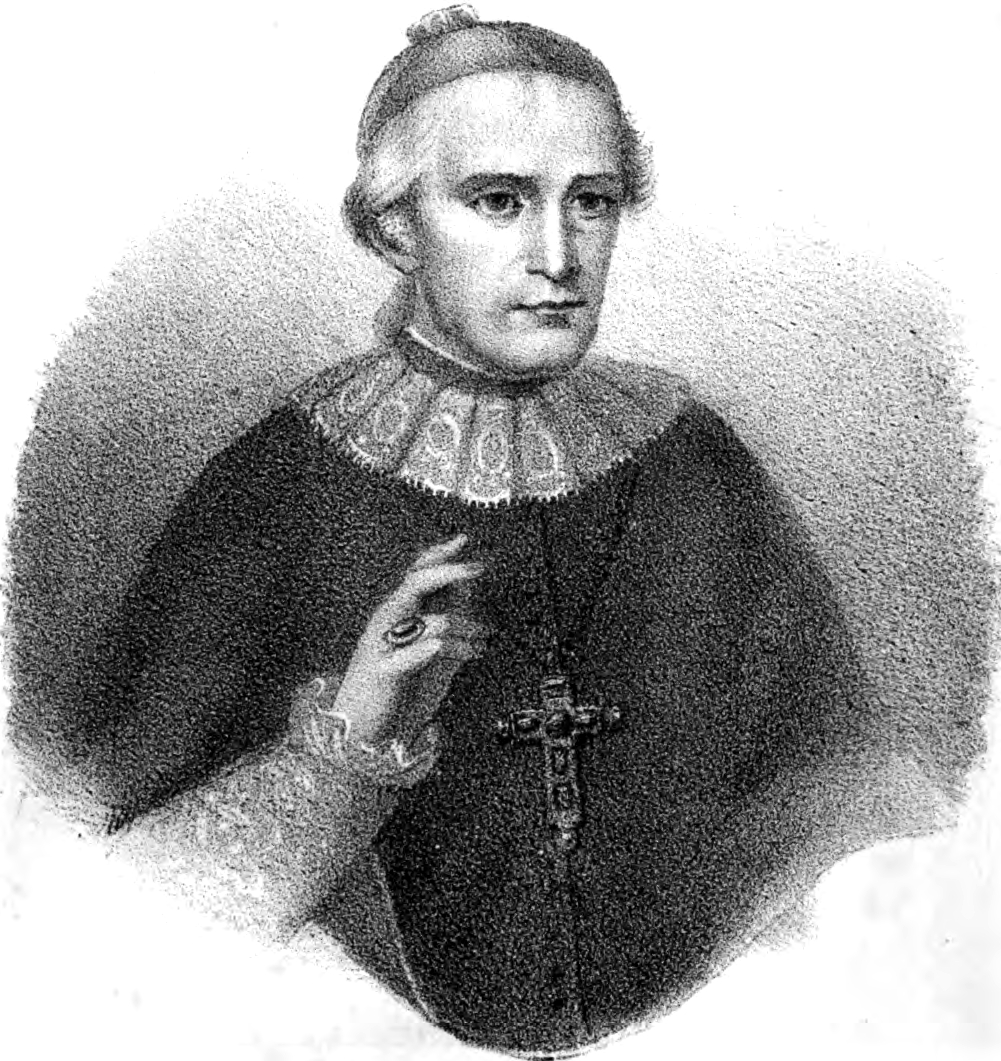
Retrato de José Manuel Pasquel. Grabado del, publicado en Colección de obras selectas del clero contemporáneo del Perú (1853).

En 1817 recibió las sagradas órdenes de manos del arzobispo Bartolomé María de las Heras. Pasó a ejercer como vicario de la parroquia de Huacho, por la misma época en que hacia esa zona llegada la Expedición Libertadora de José de San Martín. Logró rescatar los valiosos utensilios de plata que la soldadesca había sustraído de su iglesia.
A instancias del arzobispo Las Heras, pasó a ser cura interino en la Parroquia del Sagrario de Lima. Luego, en 1820 obtuvo por concurso el curato de Atavillos Bajo, en la sierra del actual provincia de Huaral. Ya instalado el gobierno del Protectorado de San Martín, tuvo un incidente con un oficial patriota que le había exigido la entrega de los utensilios valiosos de su parroquia como cupo de guerra, y a quien rescató de la ira popular. Debido a ello estuvo preso durante cuatro meses hasta que se aclaró el asunto.
En 1830 pasó a ser cura de Concepción en la provincia de Jauja, donde reedificó la iglesia parroquial, utilizando las rentas eclesiásticas así como las de su propio patrimonio. El 23 de febrero de 1830 fue nombrado Capellán del Supremo Gobierno, por el presidente Agustín Gamarra, que se hallaba en su primer gobierno.
Al estallar la guerra civil de 1834, el arzobispo electo de Lima Jorge de Benavente lo puso a cargo de la jurisdicción de toda la zona de la diócesis que había visto interrumpida su comunicación con la capital, es decir, gran parte de la sierra central. Su solvente actuación le ganó mucho prestigio.
En 1836, el gobierno de Luis José de Orbegoso, que por entonces residía en Arequipa, lo premió nombrándolo canónigo de Merced, pasando así a formar parte del cabildo metropolitano de Lima.
Sucesivamente fue acumulando diversas funciones. Fue examinador sinodal de la arquidiócesis de Lima, juez de Diezmos y Obras Pías; y capellán del Monasterio del Carmen de Lima, cargo este que ejerció durante diez años. Asimismo, fue director de la Sociedad de Beneficencia Pública de Lima, que fuera fundada pocos años antes, cargo que ejerció durante ocho años, entre 1840 y 1848.
Tras el fallecimiento del arzobispo Benavente, fue nombrado vicario capitular de la arquidiócesis (1839). Luego pasó a ser arcediano (1846).
Ejerció también la docencia como catedrático de Prima de Teología en la Universidad Mayor de San Marcos, de la que también fue rector, cargo que ejerció de 1846 a 1848.

## Episcopado

### Obispo titular de Eritras y auxiliar de Lima
En 1847 fue solicitado por el anciano arzobispo Francisco Javier de Luna Pizarro para que fuera su auxiliar en el arzobispado de Lima. El 21 de enero de 1848, el papa Pío IX  lo nombró obispo titular de Eritras in partibus infidelium. Fue consagrado en la catedral de Lima el 7 de mayo de ese año, por el mismo Luna Pizarro, quien le confirió a la vez como obispo auxiliar de Lima y visitador general de la diócesis.
Su primera labor fue precisamente la visita general de la arquidiócesis, la primera realizada desde 1783. Pasquel la realizó entre 1848 y 1849, llegando en su primera visita a administrar el sacramento de la confirmación a 120 709 personas, según publicó entonces el diario El Correo Peruano.

### Arzobispo de Lima
Tras el fallecimiento del arzobispo Luna Pizarro en 1855, el gobierno de Ramón Castilla lo presentó ante la Santa Sede para cubrir el vacante arzobispado limeño. El papa dio las bulas respectivas el 28 de setiembre de 1855, sin mencionar la designación ni la presentación del gobierno peruano. Este dio pase a las bulas, pero observando las cláusulas consideradas contrarias al patronato y rectificando la fórmula del juramento de fidelidad, agregando las palabras de sometimiento a la soberanía nacional, tal como ya la había jurado el anterior arzobispo y otros dignatarios. La Convención Nacional aprobó el pase concedido a las bulas.
Pasquel recibió el palio el 16 de diciembre de 1855 y se instaló en su sede. Culminó la obra del Seminario de Lima que había empezado su antecesor, y mantuvo al rector y vicerrector que este había designado.
Otro importante suceso fue la celebración del dogma de la Inmaculada Concepción, proclamada por el papa Pío IX en 1854, pero que no se pudo celebrar en el Perú en 1855 por el fallecimiento del arzobispo Luna Pizarro. Pasquel dispuso que se celebrara de manera solemne el 8 de diciembre de 1856. Se realizó una misa solemne y te deum, y una procesión de las imágenes veneradas en Lima, finalizando el cortejo con la imagen de la Purísima, precedida de un coro de niñas vestidas de blanco y portando incensarios de plata.
El gobierno de Pasquel fue breve, pues al cabo de dos años una repentina enfermedad lo postró en cama, y aunque inicialmente no parecía ser muy grave, acabó falleciendo el 15 de octubre de 1857. Tenía apenas 64 años de edad.